# Kafir

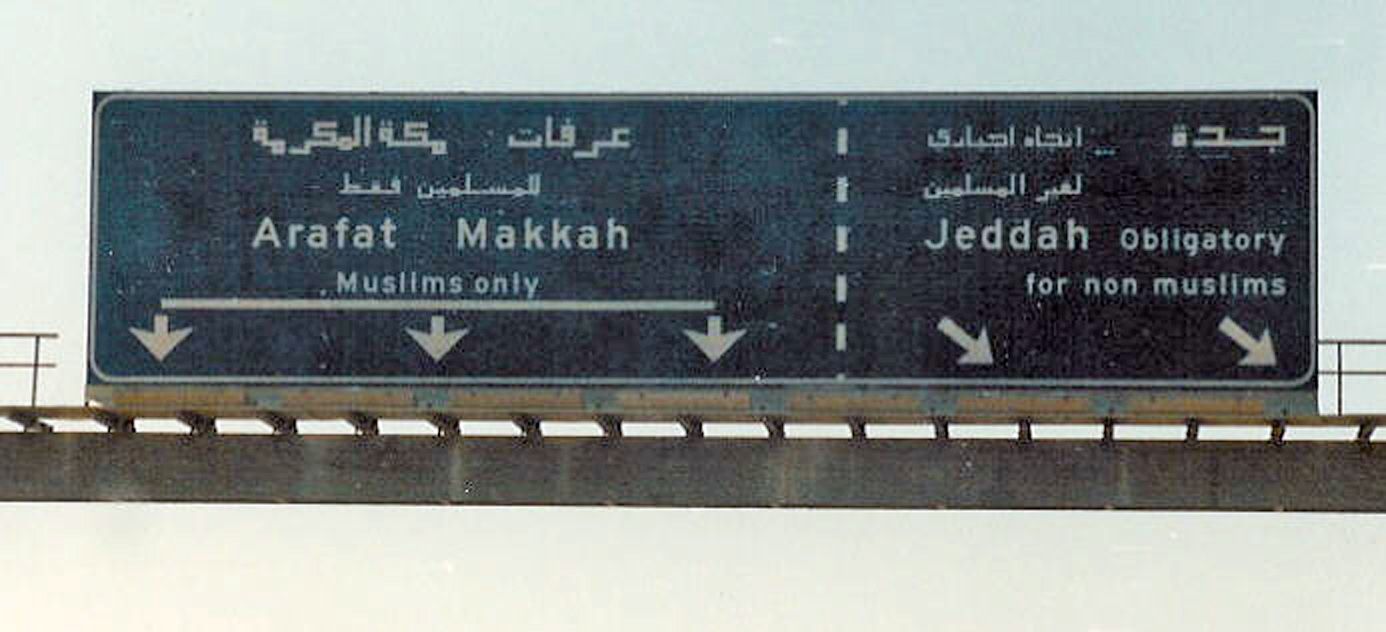
Geen toegang tot Mekka voor niet-moslims

Kafir of kafier (Arabisch: كافر, meervoud: كفّار, kuffār) is de aanduiding voor een ongelovige door moslims. In een meer bredere betekenis betekent kafir hij die het bestaan van God ontkent, een atheïst dus. In het Nederlands is de term verbasterd tot het scheldwoord kaffer dat iets als domoor betekent.
De zogenoemde Mensen van het Boek, zoals joden en christenen, maar ook monotheïsten van vóór van de islam, hanifen, zijn expliciet geen kafirs, maar vallen onder de groep van niet-moslims. De joden en de christenen zijn tenminste wel overtuigd van het bestaan van slechts één God, hoewel ze volgens de islam bepaalde verdachte leerstellingen aannemen.
Arabieren duiden hier, gezien de zeer negatieve klank van het woord, vooral groepen mee aan die christenen als "heidenen" zouden aanduiden: polytheïsten, aanhangers van natuurgodsdiensten en atheïsten. Een ander gangbare term voor een polytheïst is mushrik.
In het jodendom, ofwel in de Hebreeuwse taal, is er de term 'kofer' die precies hetzelfde betekent als 'kafir' in de islam ofwel het Arabisch: een jood die gelooft in iets dat niet met het jodendom verenigbaar is.

## Niet-moslim
De omgang van de islam met andere godsdiensten is in het verleden zeer verschillend geweest. Op basis van soera De Koe 256 kan het bekeren slechts uit vrije wil en zonder dwang. De religie kent officieel dan ook geen zendingsdrang. Bij de verspreiding van de vroege islam bleef, behalve een elite van Arabische moslims, de onderworpen bevolking in eerste instantie haar oude religie aanhangen. Arabieren konden zich aanvankelijk niet eens voorstellen dat een niet-Arabier moslim wilde worden. Andersgelovigen die desondanks toch tot de nieuwe godsdienst wilden toetreden konden dit slechts na zich te hebben gelieerd aan een Arabische familie. In tegenstelling tot de houding tegenover de Mensen van het Boek werd een andere houding ingenomen jegens aanhangers van natuurgodsdiensten. Zo werden vooral Afrikaanse stammen die meerdere goden aanbaden, hard aangepakt. In Soedan werden ze lange tijd als slaven behandeld. Tussen de 11e en 13e eeuw bekeerden zij zich, deels onder dwang, door het militante optreden van de Almoraviden en de Almohaden.
Met betrekking tot de kafirs, de ongelovigen, ofwel de ondankbaren jegens God, werd in de periode van Mohammeds verblijf in Mekka (610-622) geen jihad gevoerd tegen hen. Mede gezien de getalsmatige verhouding van moslims en niet-moslims was een vreedzame co-existentie noodzakelijk tot de hidjra. In Medina kwam deze strijd echter centraler te staan. Deze jihad behoeft tegenwoordig slechts vervuld te worden als er voldoende deelnemers zijn; moderne radicalen vatten het wel op als een individuele plicht. Volgens verschillende overleveringen dient men voor de aanval de ongelovigen uit te nodigen te erkennen dat er slechts één godheid, namelijk God, is en Mohammed Zijn profeet, dat wil zeggen dat vooraf een oproep tot bekering gedaan dient te worden.
In de periode 1960-1980 ontwikkelde zich zelfs een beweging tegen politieke leiders en staatshoofden die niet volgens de sharia regeren; op basis van takfir zouden deze leiders eveneens kafirs zijn. President Sadat van Egypte werd zodoende in 1981 vermoord.

## Kafir in de Koran
In de Koran is 'kafiroen' een van de stereotiepe zegswijzen. Hierbij worden de ongelovigen aangesproken. Volgens tafsir betreft het dan de Mekkanen, later de bewoners van Medina en ten slotte de bedoeïenen van Arabië. De omstandigheden of de oorzaken van de Openbaring zijn niet altijd bekend. Duidelijk is wel dat uitdrukkingen betreffende geloof, ongeloof of huichelarij in verband staan met houdingen zoals concrete mensen in Mohammeds omgeving die aannamen.
In de Koran worden strenge veroordelingen uitgesproken voor ongelovigheid, godslastering of ongehoorzaamheid aan de wil van God. Islam betekent tenslotte onderwerping aan de wil van God. In de praktijk gaat menig moslim ervan uit dat iedere moslim een eigen verantwoordelijkheid heeft tegenover God en zal het woord dus niet snel gebruikt worden.
In soera De Koe 34 moeten de engelen buigen voor Adam, maar Iblis, de satan, weigert dit, waarna hij volgens de aya tot de ongelovigen (kafirin) wordt gerekend. Feitelijk betekent het woord 'ondankbaar jegens God', omdat het in deze context moeilijk voor te stellen is dat Iblis niet meer in God gelooft, terwijl hij zojuist met God gesproken heeft.

## ´Kafiristan´
De afgelegen bosrijke noordoostelijke Afghaanse provincie Nooristan of Nūristān (ook wel gespeld als Nuristan of Nurestan, Pasjtoe: نورستان) wordt soms aangeduid als ´Kafiristan´: land van de ongelovigen. Dit omdat dit het laatste gebied in Afghanistan zou zijn geweest waar de bevolking zich tot de islam bekeerde.